# Ehretia tinifolia
Ehretia tinifolia là loài thực vật có hoa trong họ Ehretiaceae. Loài này được Carl Linnaeus mô tả khoa học đầu tiên năm 1759.